# Laurent Fignon
Laurent Fignon (Parijs, 12 augustus 1960 – aldaar, 31 augustus 2010) was een Frans wielrenner.

## Loopbaan
Fignon won tweemaal de Ronde van Frankrijk. De eerste keer was in 1983, toen hij het kopmanschap kreeg omdat zijn landgenoot Bernard Hinault geblesseerd was, en de tweede maal in 1984, waarbij hij liefst vijf etappes won. Hij werd in 1989 tweede op acht seconden van de Amerikaan Greg LeMond. Deze maakte in de laatste tijdrit bijna een minuut goed.
Fignons bijnaam luidde Le Professeur, mede door zijn karakteristieke bril. Na zijn actieve wielercarrière, die hij in 1993 beëindigde, bleef Fignon betrokken bij de sport door het organiseren van wielerwedstrijden.
Na zijn wielercarrière versloeg Fignon ook de Tour als presentator en commentator op France 2 tijdens de live-uitzending en presenteerde hij na iedere etappe het tour-praatprogramma 'Velo Club' op France 2 en 'Un Jour de Tour' op Télé 5.

## Ziekte en overlijden
Op 12 juni 2009 werd bekend dat Fignon aan kanker leed, in eerste instantie geduid als alvleesklierkanker, maar naar later bleek longkanker. De tumor drukte op de zenuw die naar de stembanden leidt, waardoor hij erg hees was. Fignon maakte dit zelf bekend en voegde eraan toe dat een verband met zijn dopinggebruik van amfetaminen en cortisonen niet vaststond.
Tijdens de Ronde van Frankrijk 2010 werd Laurent Fignon ondanks zijn aangetaste stem alle eer gegund door de Franse televisiezenders: hij gaf commentaar bij de etappes.
Op 31 augustus 2010 overleed Fignon op 50-jarige leeftijd aan de gevolgen van kanker. Op 3 september 2010 werd hij in besloten kring begraven op het kerkhof Père Lachaise te Parijs. Bij de begrafenis waren onder meer wielerlegendes Bernard Hinault, Seán Kelly en oud-kampioen Formule 1 Alain Prost aanwezig.

## Belangrijkste overwinningen
1981
2e etappe Ronde van de Vaucluse
1982
Grand Prix de Cannes
Criterium International
1e etappe Ronde van de Vaucluse
1983
Grote Prijs van Plumelec
4e etappe Tirreno-Adriatico
1e etappe Criterium International
4e etappe Ronde van Spanje
Proloog Tour d'Armorique
21e etappe Ronde van Frankrijk
 Eindklassement Ronde van Frankrijk
 Witte trui Ronde van Frankrijk
3e etappe Tour de Limousin
Boucles de l'Aulne
Maël-Pestivien
1984
9e etappe Clásico RCN
Proloog en 4e etappe Ronde van Romandië
20e etappe Ronde van Italië
 Frans kampioen op de weg, Elite
 Bergklassement Ronde van Italië
7e, 16e, 18e, 20e en 22e etappe Ronde van Frankrijk
 Eindklassement Ronde van Frankrijk
1986
Waalse Pijl
1987
19e etappe Ronde van Spanje
21e etappe Ronde van Frankrijk
1988
Milaan-San Remo
Parijs-Camembert
1989
Milaan-San Remo
20e etappe Ronde van Italië
 Eindklassement Ronde van Italië
18e etappe Ronde van Frankrijk
Eindklassement Ronde van Nederland
Criterium der Azen
Baden-Baden (met Thierry Marie)
1990
Criterium International
1992
11e etappe Ronde van Frankrijk
1993
Ronde van Mexico

## Resultaten in voornaamste wedstrijden
| Jaar | Ronde van Italië | Ronde van Frankrijk | Ronde van Spanje |
| ---- | ---------------- | ------------------- | ---------------- |
| 1982 | 15e              |                     |                  |
| 1983 |                  | ↑ (1)               | 7e (1)           |
| 1984 | ↑ (1)            | ↑ (5)               |                  |
| 1985 |                  |                     |                  |
| 1986 |                  | opgave              | 7e               |
| 1987 |                  | 7e (1)              | ↑ (1)            |
| 1988 |                  | opgave              |                  |
| 1989 | ↑ (1)            | ↑ (1)               |                  |
| 1990 | opgave           | opgave              |                  |
| 1991 | opgave           | 6e                  |                  |
| 1992 | 37e              | 23e (1)             |                  |
| 1993 |                  | opgave              |                  |

| Jaar | Milaan-San Remo | Gent-Wevelgem | Ronde van Vlaanderen | Parijs-Roubaix | Luik-Bast.‑Luik | Ronde van Lombardije | Waalse Pijl | Parijs-Brussel |  | WK op de weg |  | Wereldranglijsten |
| ---- | --------------- | ------------- | -------------------- | -------------- | --------------- | -------------------- | ----------- | -------------- |  | ------------ |  | ----------------- |
| 1982 |                 |               |                      |                |                 | 21e                  |             |                |  |              |  |                   |
| 1983 | 118e            |               |                      |                |                 | 29e                  |             |                |  | 29e          |  | 9e (SPP)          |
| 1984 |                 |               |                      |                | 8e              |                      | 51e         | 22e            |  |              |  | 4e (SPP)          |
| 1985 |                 |               |                      |                | 5e              |                      | ↑           |                |  |              |  |                   |
| 1986 | 32e             |               | 34e                  |                |                 |                      | ↑           |                |  |              |  | 15e (SPP)         |
| 1987 |                 |               |                      |                | 6e              |                      | 11e         |                |  |              |  | 6e (SPP)          |
| 1988 | ↑               |               | 13e                  | ↑              |                 |                      |             | Zilver         |  | 8e           |  | 5e (UWB)          |
| 1989 | ↑               |               |                      |                | 7e              | 25e                  |             | 95e            |  | 6e           |  | 14e (UWB)         |
| 1990 |                 | 79e           |                      | 27e            |                 |                      |             | 118e           |  |              |  |                   |
| 1991 | 53e             | 62e           |                      | 24e            |                 |                      |             |                |  | 16e          |  |                   |
| 1992 | 63e             | 76e           | 77e                  | 39e            |                 |                      |             |                |  |              |  |                   |
| 1993 |                 |               |                      |                |                 |                      |             |                |  |              |  |                   |